# Giro di Romagna 1955
Il Giro di Romagna 1955, trentunesima edizione della corsa, si svolse il 17 aprile 1955 su un percorso di 263 km. La vittoria fu appannaggio dell'italiano Fiorenzo Magni, che completò il percorso in 6h54'00", precedendo i connazionali Fausto Coppi e Mauro Gianneschi.

## Ordine d'arrivo (Top 10)
| Pos. | Corridore        | Squadra         | Tempo    |
| ---- | ---------------- | --------------- | -------- |
| 1    | Fiorenzo Magni   | Nivea-Fuchs     | 6h54'00" |
| 2    | Fausto Coppi     | Bianchi-Pirelli | s.t.     |
| 3    | Mauro Gianneschi | Arbos           | s.t.     |
| 4    | Pasquale Fornara | Leo-Chlorodont  | s.t.     |
| 5    | Giuseppe Minardi | Legnano         | s.t.     |
| 6    | Riccardo Filippi | Bianchi-Pirelli | s.t.     |
| 7    | Luciano Maggini  | Atala           | a 55"    |
| 8    | Alfredo Martini  | Nivea-Fuchs     | s.t.     |
| 9    | Giancarlo Astrua | Atala           | s.t.     |
| 10   | Bruno Monti      | Atala           | s.t.     |